# Standard 24/30
Der Standard 24/30 war ein Pkw, den die Standard Motor Company in Coventry 1906 als Nachfolger des Modells 24 hp baute.
Im einzigen Produktionsjahr war der 24/30 das mittlere von drei Modellen. Der kleine Vierzylinderwagen hieß in diesem Jahr 16/20 und der große Sechszylinder 50 hp. Wie sein Vorgänger war auch dieses Fahrzeug als viersitziger Tourenwagen verfügbar und besaß einen vorne eingebauten Reihensechszylindermotor mit 5232 cm³ Hubraum. Vermutlich leistete die Maschine gemäß der Typbezeichnung ca. 30 bhp (22 kW).
Der Nachfolger im Jahre 1907 hieß 30 hp und hatte einen nochmals vergrößerten Motor.